# Данија
Данија (фр. Dampniat) насеље је и општина у централној Француској у региону Лимузен, у департману Корез која припада префектури Бриве ла Гајар.
По подацима из 2011. године у општини је живело 700 становника, а густина насељености је износила 45,51 становника/km². Општина се простире на површини од 15,38 km². Налази се на средњој надморској висини од 240 метара (максималној 377 m, а минималној 116 m).

## Демографија
| 1962. | 1968. | 1975. | 1982. | 1990. | 1999. | 2011. |
| ----- | ----- | ----- | ----- | ----- | ----- | ----- |
| 599   | 608   | 598   | 546   | 569   | 580   | 700   |

График промене броја становника у току последњих година